# Planodema namibiensis
Planodema namibiensis är en skalbaggsart som beskrevs av Karl Adlbauer 1998. Planodema namibiensis ingår i släktet Planodema och familjen långhorningar. Inga underarter finns listade i Catalogue of Life.